# Agència Espanyola de Seguretat Alimentària i Nutrició
Agència Espanyola de Seguretat Alimentària i Nutrició (AESAN) és un organisme autònom d'Espanya adscrit al Ministeri de Sanitat, creat l'any 2001. La seva missió és garantir el grau més alt de seguretat alimentària i la promoció de la salut amb especial èmfasi en la prevenció de l'obesitat havent realitzat un estudi específic anomenat ALADINO. També fa un seguiment com en el cas del brot d'Escherichia coli patògena d'Alemanya.
El 30 de juny de 2011, aquesta agència va fer una recomanació perquè determinats col·lectius (embarassades i infants petits) no consumissin tonyina vermella, peix espasa i caçó pel seu alt contingut en metalls pesants (mercuri), crustacis (cadmi) i espinacs i bledes pel seu alt contingut en nitrats.